# Ostjärnen, Jämtland
Ostjärnen är en före detta sjö på en myr med torvtäkt i Bräcke kommun i Jämtland och ingår i Ljungans huvudavrinningsområde. Sjön har en area på 0,0996 kvadratkilometer och ligger 412 meter över havet. Sjön avvattnas av vattendraget Bäverdammsbäcken.

## Delavrinningsområde
Ostjärnen ingår i det delavrinningsområde (694693-145598) som SMHI kallar för Mynnar i Vaxsjöån. Medelhöjden är 444 meter över havet och ytan är 10,78 kvadratkilometer. Det finns inga avrinningsområden uppströms utan avrinningsområdet är högsta punkten. Bäverdammsbäcken som avvattnar avrinningsområdet har biflödesordning 4, vilket innebär att vattnet flödar genom totalt 4 vattendrag innan det når havet efter 253 kilometer. Avrinningsområdet består mestadels av skog (70 procent) och sankmarker (22 procent). Avrinningsområdet har 0,16 kvadratkilometer vattenytor vilket ger det en sjöprocent på 1,5 procent.